# Villalba de Duero
Villalba de Duero é um município da Espanha na província de Burgos, comunidade autónoma de Castela e Leão, de área 13,88 km² com população de 617 habitantes (2004) e densidade populacional de 44,45 hab/km².

## Demografia
| Variação demográfica do município entre 1991 e 2004 | Variação demográfica do município entre 1991 e 2004 | Variação demográfica do município entre 1991 e 2004 | Variação demográfica do município entre 1991 e 2004 |
| --------------------------------------------------- | --------------------------------------------------- | --------------------------------------------------- | --------------------------------------------------- |
| 1991                                                | 1996                                                | 2001                                                | 2004                                                |
| 551                                                 | 561                                                 | 620                                                 | 617                                                 |